# Industrie Cinematografiche Italiane
Industrie Cinematografiche Italiane - I.C.I. è stata una casa cinematografica italiana,  fondata a Roma, nel 1933, da Giuseppe Musso con la compartecipazione di Roberto Dandi, per la produzione e distribuzione di pellicole cinematografiche, il capitale iniziale investito era di Lit. 1.000.000
Durante il periodo del Monopolio 1939/1943 distribuì nelle sale italiane tutti i film della Universal Pictures americana.

## Filmografia
- Come le foglie, regia di Mario Camerini (1934)
- Frutto acerbo, regia di Carlo Ludovico Bragaglia (1934)
- Kiki, regia di Raffaello Matarazzo (1934)
- Cavalleria, regia di Goffredo Alessandrini (1935)
- La damigella di Bard, regia di Mario Mattoli (1935)
- Le scarpe al sole, regia di Marco Elter (1935)
- Contessa di Parma, regia di Alessandro Blasetti (1937)
- Dora Nelson, regia di Mario Soldati (1939)
- Addio giovinezza!, regia di Ferdinando Maria Poggioli (1940)
- Il capitano degli ussari, regia di Sándor Szlatinay (1940)
- La danza dei milioni, regia di Camillo Mastrocinque (1940)
- Manovre d'amore, regia di Gennaro Righelli (1940)
- Piccolo mondo antico, regia di Mario Soldati (1940)
- Il pozzo dei miracoli, regia di Gennaro Righelli (1940)
- L'amore canta, regia di Ferdinando Maria Poggioli (1941)
- Notte di fortuna, regia di Raffaello Matarazzo (1941)
- Primo amore, regia di Carmine Gallone (1941)
- Il figlio del Corsaro Rosso, regia di Marco Elter (1941)
- La fuggitiva, regia di Piero Ballerini (1941)
- Margherita fra i tre, regia di Ivo Perilli (1941)
- Gli ultimi filibustieri, regia di Marco Elter (1941)
- Giungla, regia di Nunzio Malasomma (1942)
- Stasera niente di nuovo, regia di Mario Mattoli (1942)

## Distribuzione film Universal

### Durante il monopolio 1939/1943
- Mischa il fachiro, regia di Irving Cummings (1939)
- Parata notturna, regia di  David Butler (1939)
- Tre ragazze in gamba crescono, regia di Henry Koster (1939)
- Una notte d'oblio, regia di James Whale (1939)
- Servizio di lusso, regia di Rowland V. Lee (1940)